# Gabriel Bermúdez
Gabriel Bermúdez Rodríguez (Madrid, 4 de noviembre de 1975) es un barítono español.

## Biografía
Gabriel Bermúdez nació en Madrid en 1975 en el seno de una familia fuertemente ligada al mundo de la ópera. Cursó sus estudios primero en la Escuela Superior de Canto teniendo como maestra a su madre, Carmen Rodríguez Aragón y después en la Escuela Superior de Música Reina Sofía con Teresa Berganza.
Su carrera ha estado muy ligada a la Opernhaus de Zúrich, pero también ha cantado en el Gran Teatro del Liceo de Barcelona, en la Staatsoper de Hannover, en el Teatro Real de Madrid, Teatro Villamarta de Jerez, Festival de Saint Moritz, Teatro Campoamor de Oviedo, Theater Winterthur, Teatro Calderón de Valladolid y Opéra Bastille de París. En concierto ha actuado en el Palais des Beaux Arts de Bruselas, Tonhalle de Zúrich, Teatro de la Zarzuela de Madrid, Auditorio Nacional de Música de Madrid, Fundación Gulbenkian de Lisboa, Teatro Arriaga de Bilbao, Alte Oper de Frankfurt, Cité de la Musique y Châtelet de París y Royal Festival Hall de Londres.
Ha sido galardonado por la revista Ópera Actual con el premio Promesa de la Lírica en el año 2005 y en el 2007 recibió el Premio Lírico Teatro Campoamor, como cantante revelación.

## Repertorio
Entre el repertorio de este barítono podemos encontrar:
- Figaro en El barbero de Sevilla[2]
- Marcello en La bohème
- Ping en Turandot[3]
- Harlekin en Ariadne auf Naxos[4]
- Borlée en Les Boreales
- Osman / Ali / Don Alvar en Les Indes galantes
- Hector en Harley (estreno mundial)
- Hérisson en L'Étoile
- Nardo en La finta giardiniera[5]
- Papageno / Sprecher en Die Zauberflöte
- Guglielmo en Così fan tutte
- Almaviva en Le nozze di Figaro
- Eisenstein / Dr. Falke en Die Fledermaus
- Perruchetto en La fideltà premiata
- Enrico en L'isola disabitata
- Silvio en I Pagliacci[6]
- Belcore en L'elisir d'amore
- Orestes en Ifigenia en Tauride[7]
- Le Mari en Les Mamelles de Tiresias
- Mercutio en Romeo y Julieta

## Discografía
- 2004 - Fidelio de Beethoven - Nikolaus Harnoncourt: Gabriel Bermúdez (2e Gefangener)
- 2006 - Ariadne auf Naxos de R. Strauss - Christoph von Dohnányi: Gabriel Bermúdez (Harlekin)
- 2006 - Doktor Faust de Busoni - Philippe Jordan: Gabriel Bermúdez (Asmodus)
- 2006 - La finta giardiniera de Mozart - Nikolaus Harnoncourt: Gabriel Bermúdez (Nardo)
- 2007 - Die Zauberflöte de Mozart - Nikolaus Harnoncourt: Gabriel Bermúdez (Sprecher)
- 2009 - I Pagliacci de Leoncavallo - Stefano Ranzani: Gabriel Bermúdez (Silvio)

Gabriel Bermúdez ha participado en la colección Canción Española de Concierto de Antón García Abril junto a Ainhoa Arteta y Nancy Fabiola Herrera, acompañados por el pianista Rubén Fernández Aguirre.